# Парижский мир (1783)

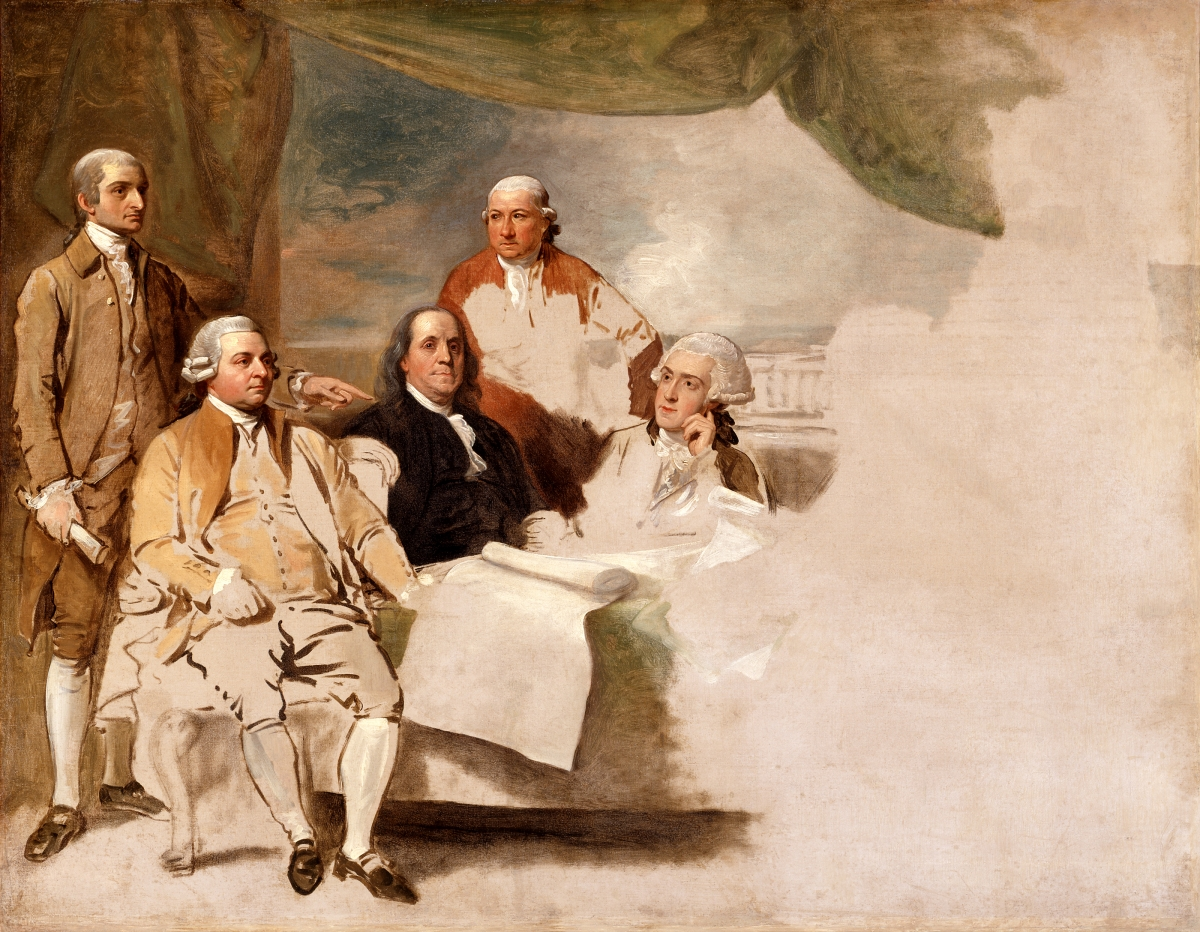
«Парижский мир», групповой портрет работы Бенджамина Уэста (1738—1820). Слева направо: Джон Джей, Джон Адамс, Бенджамин Франклин, Генри Лоуренс, Уильям Темпл Франклин. Члены британской делегации отказались позировать Уэсту, и портрет остался неоконченным.

Парижский мир (Версальский мир) — система подписанных в Париже и Версале при посредничестве французского короля Людовика XVI договоров, завершивших англо-французскую войну (1779—1783), англо-испанскую войну, англо-голландскую войну, американскую войну за независимость между Великобританией с одной стороны и США, Францией, Испанией и Нидерландами — с другой.

## Предыстория
- 30 ноября 1782 — предварительный договор, подписан представителями США и Великобритании.
- 20 января 1783 — предварительный договор между Великобританией и Францией.
- 2 сентября — предварительный договор между Великобританией и Нидерландами (окончательный текст согласован 20 мая 1784 г.)
- 3 сентября — три больших договора — между США и Великобританией, между Британией и Францией, между Британией и Испанией.

## Договор между США и Великобританией

Данная марка посвящена 200-летию со дня подписания Версальского договора (1983)

Договор между США и Великобританией был подписан 3 сентября 1783 года в гостинице Hôtel d’York (расположенной сейчас по адресу 56 Rue Jacob). С американской стороны договор подписали Бенджамин Франклин, Джон Адамс и Джон Джей, а с британской стороны Дэвид Гартли. Документ был ратифицирован Конгрессом Конфедерации 14 января 1784 и королём Георгом III 9 апреля 1784. Обмен ратификационными грамотами состоялся в Париже 12 мая 1784 года.
Договор состоял из 10 статей:
1. Великобритания признавала Тринадцать колоний в качестве суверенных и независимых государств (штатов) и отказывалась от каких-либо претензий на управление ими, их территорию и собственность.
2. Устанавливалась граница между США и Британской Северной Америкой.
3. США предоставлялось право рыболовства на Большой Ньюфаундлендской банке и в заливе Святого Лаврентия.
4. Признавались обязательства по выплате законно возникших долгов кредиторам обеих сторон.
5. Конгресс Конфедерации должен был «убедительно рекомендовать» штатам принять решения о выплате компенсаций за конфискованную собственность лоялистов.
6. США обязались предотвратить дальнейшую конфискацию собственности лоялистов.
7. Освобождались военнопленные обеих сторон, британская армия подлежала немедленному выводу с территории США, воздерживаясь от повреждения или вывоза американской собственности (включая негров-рабов). Документы, архивы, записи и т. п., принадлежавшие штатам или их гражданам и оказавшиеся в распоряжении армии Великобритании, подлежали возврату владельцам.
8. Обе стороны получали вечный доступ к Миссисипи.
9. Территории, захваченные сторонами после подписания предварительного соглашения 30 ноября 1782 года, подлежали возврату без компенсации.
10. Ратификация договора должна была произойти в течение 6 месяцев после подписания.

На практике некоторые пункты этого договора не были соблюдены. Так, решения о выплате компенсаций лоялистам приняты не были, а их собственность продолжала конфисковываться, например, в зачёт долговых обязательств, а некоторые штаты даже приняли законы о запрете выплаты долгов британским подданным. В свою очередь, британские солдаты вывозили с собой чернокожих рабов.
Несмотря на договор, Британия ещё долго надеялась на возврат американских колоний. Вторая война за независимость США, поддержка мятежного Юга во время гражданской войны и даже попытки навязать кабальные торговые договоры в XIX веке, историки относят к попыткам реваншизма и возврата влияния на американском континенте. Любопытно, что по состоянию на 1 ноября 2007 года в силе оставалась только статья 1 Парижского мирного договора, хотя сам договор никто не отменял.

## Прочие договоры
По остальным договорам Британия уступала Франции права на Сенегал и Тобаго, Испании — права на остров Менорку, восточную часть современного Никарагуа — так называемый Берег Москитов (который британцы полностью покинули в 1787 г.) и прибрежную часть Флориды. Голландцы уступали англичанам Негапатам в Индии и открывали Малаккский пролив для их судов.